# Обермайтінген
Обермайтінген (нім. Obermeitingen) — громада в Німеччині, розташована в землі Баварія. Підпорядковується адміністративному округу Верхня Баварія. Входить до складу району Ландсберг. Складова частина об'єднання громад Іглінг.
Площа — 9,93 км2. Населення становить 1775 ос. (станом на 31 грудня 2020).